# Mickey Gall
Mickey Gall (født 22 januar, 1992 i Green Brook i New Jersey) er en amerikansk professionel MMA-udøver, der konkurrerer i welterweight-divisionen i Ultimate Fighting Championship (UFC).

## Tidlige liv
Gall var født i Green Brook i New Jersey. Han begyndte at træne boksning i en alder af 13 år, og skiftede til Brasiliansk jiu-jitsu som 16-åig. Gall var også bryder og fodboldkaptajn i Watchung Hills Regional High School. For at betale for sine jiu-jitsu undervisning som fuldtids Rutgers studerende, arbejdede Gall som brødlastbilchauffør for Walmart.
Galde er en succesfuld grappler, som har vundet flere NAGA og Grapplers Quest titler.

## MMA-karriere
Efter at have opbygget en amatørrekordliste på 3-0 fik Gall sin professionelle debut på Dead Serious MMA i november 2015. Han mødte debutanten Ron Templeton og vandt via submission i første runde. Galls kamp blev præsenteret på Dana White's Lookin' for a Fight realityshowet, som indbragte ham en UFC kontrakt.

### Ultimate Fighting Championship
Gall fik sin UFC-debut den 6. februar, 2016, på UFC Fight Night 82, hvor han stod overfor nykommeren Mike Jackson. Gall vandt kampen via submission bare 45 sekunder inde i første runde.
Gall mødte Mike Perry den 27. juni, 2020 på UFC på ESPN: Poirier vs. Hooker. Han tabte kampen via enstemmig afgørelse.